# Jimmy Jones Tchana
Jimmy Jones Tchana (Nemours, 1984. augusztus 14. –) francia-kameruni labdarúgó, csatár.

## Adatok
- Poszt: csatár
- Mezszám: 26
- Születési idő: 1984. augusztus 14.
- Születési hely: Nemours
- Állampolgárság: Francia-Kameruni
- Magasság: 182 cm
- Tömeg: 71 kg
- Élvonalbeli mérkőzések száma: 12 (2008. február 25.)
- Góljai száma: 4
- Válogatottság/gól: -

### Korábbi klubjai
- Créteil
- A.O.Kalamata
- Debreceni VSC
- FC Sopron